# Bramley (Leeds)
Pour les articles homonymes, voir Bramley.

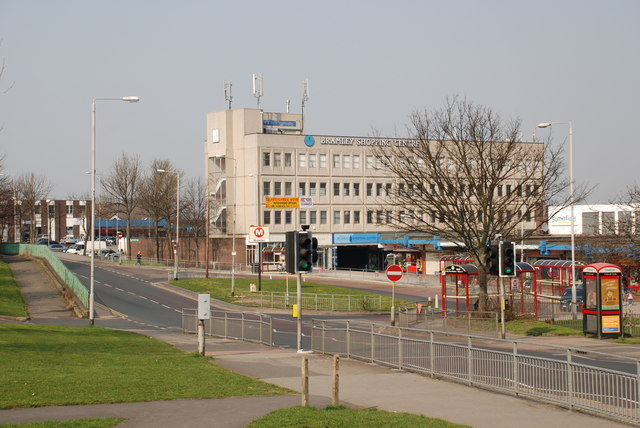
Centre commercial.

Bramley est une banlieue de Leeds, au Royaume-Uni. Il y a un centre commercial avec une gare routière adjacente. Le quartier possède une gare sur la ligne entre Leeds et Bradford Interchange. Le Canal Leeds-Liverpool passe au nord du quartier.
La localité était connue comme Brameleia et Bramelie en 1086 quand le Domesday Book est composé. Pendant les années soixante et soixante-dix du XXe siècle l'endroit est profondément transformé, le centre commercial remplace le centre-ville historique, attirant de la critique grave. Une zone de conservation est établie pour conserver le reste du Bramley historique, focalisant sur l'endroit autour Bramley Park.

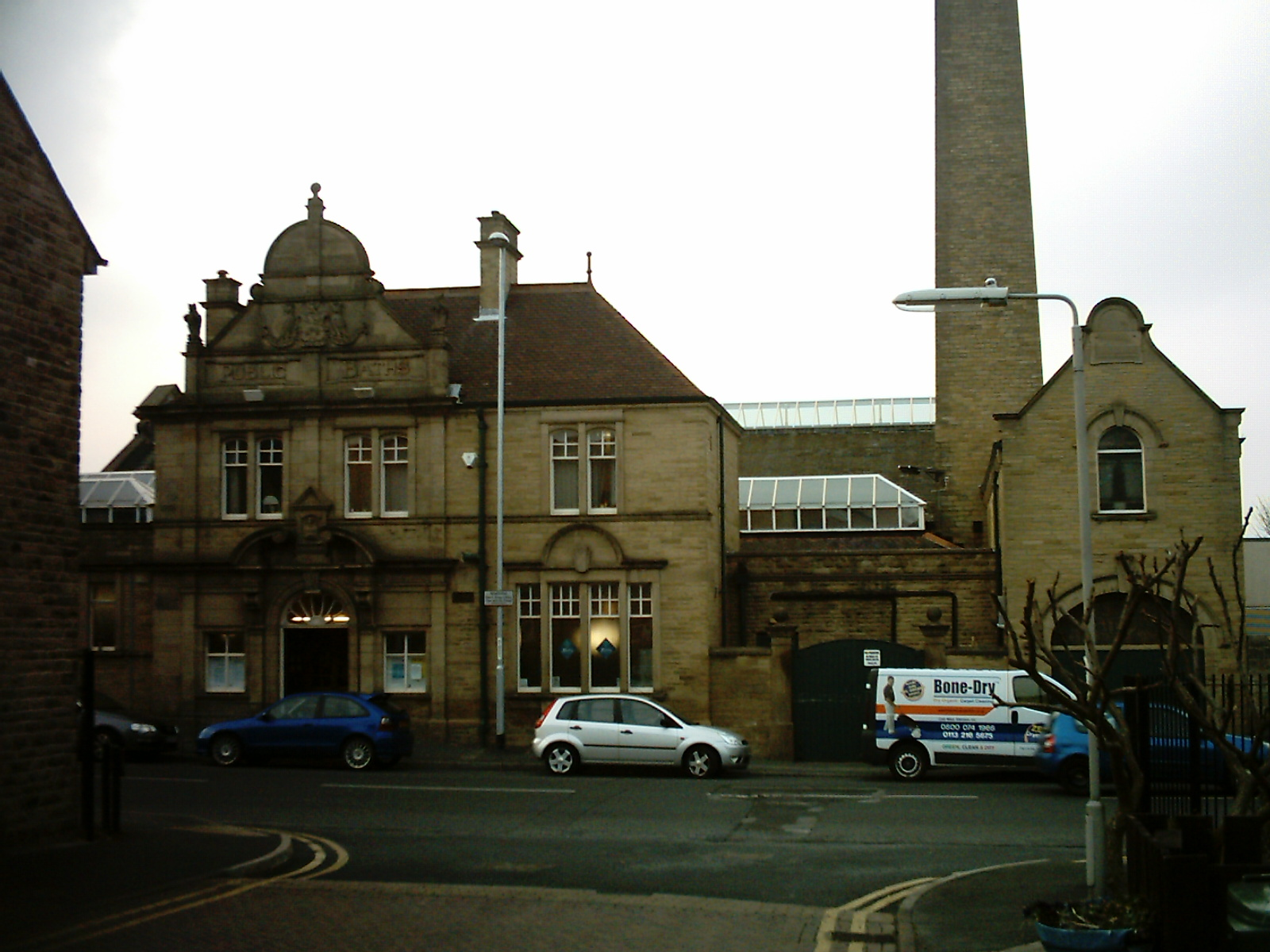
Bramley Baths.

Bramley Baths, une piscine couverte construite en 1904 en utilisant l'immeuble d'une ancienne fonderie et protégée comme monument, est le seul spécimen survivant de l'architecture des piscines de l'époque édouardienne à Leeds.